# Колечинчеро (Пескара)
Колечинчеро (итал. Collecinciero) је насеље у Италији у округу Пескара, региону Абруцо.
Према процени из 2011. у насељу је живело 54 становника. Насеље се налази на надморској висини од 268 м.